# Оскарс Цибульскіс
Оскарс Цибульскіс (латис. Oskars Cibuļskis; 9 квітня 1988, м. Рига, СРСР) — латвійський хокеїст, захисник. Виступає за «Динамо» (Рига) у Континентальній хокейній лізі.
Виступав за СК ЛСПА/Рига, «Ред Булл» (Зальцбург), «Динамо» (Рига), «Динамо-Юніорс» (Рига).
У складі національної збірної Латвії учасник чемпіонатів світу 2011 і 2012 (13 матчів, 0+1). У складі молодіжної збірної Латвії учасник чемпіонатів світу 2007 (дивізіон I) і 2008 (дивізіон I). У складі юніорської збірної Латвії учасник чемпіонатів світу 2005 (дивізіон I) і 2006 (дивізіон I).